# Яшково (Хорватія)
45°34′ пн. ш. 15°28′ сх. д. / 45.56° пн. ш. 15.47° сх. д.
Яшково (хорв. Jaškovo) — населений пункт у Хорватії, в Карловацькій жупанії у складі міста Озаль.

## Населення
Населення за даними перепису 2011 року становило 490 осіб.
Динаміка чисельності населення поселення: